# 대구반도체마이스터고등학교
대구전자공업고등학교(大邱電子工業高等學校)는 대한민국 대구광역시 달서구 장기동에 있는 공립 고등학교이다.

## 학교 연혁
- 1990년 9월 7일 : 대구성서공업고등학교 설립인가(36학급). 전자과 6학급, 전자계산기과 3학급, 화학공업과 3학급
- 1990년 12월 8일 : 대구성서공업고등학교 설립을 대구직할시 조례 제2550조로 공포
- 1991년 3월 1일 : 초대 김정동 교장 취임
- 1991년 3월 7일 : 개교 및 제1회 입학식(627명)
- 1992년 11월 22일 : 4차 준공(교실 13개, 실습실 8개, 특별실 2개, 관리실 1개)
- 1994년 2월 8일 : 제1회 졸업식(568명)
- 1996년 10월 25일 : 멀티미디어실 준공
- 1999년 1월 20일 : 학생급식소 설치
- 1999년 3월 1일 : 대구전자공업고등학교로 교명 변경
- 2002년 8월 3일 : 특성화고등학교 지정 인가(정보전자과 2학급, 컴퓨터정보과 2학급, 정보통신과 2학급, 멀티미디어과 2학급, 향장화공과 2학급)
- 2006년 4월 5일 : 한들도서관 개관
- 2009년 12월 16일 : 한들관 준공
- 2010년 11월 10일 : 인조잔디 운동장 제막식
- 2022년 1월 5일 : 제29회 졸업식(223명, 누계 11,321명)
- 2022년 3월 1일 : 제12대 최병도 교장 취임
- 2022년 3월 2일 : 제32회 입학식(216명)
- 2025년 3월 1일 : 대구반도체마이스터고등학교로 교명 변경

## 설치 학과
- 시각디자인과
- 전기과
- 전자과
- 전자응용과
- 전자·전기계열
- 스마트팩토리과

## 참고 자료
- 대구반도체마이스터고등학교 - 한국교육학술정보원 학교알리미